# Comuna Schineni, Soroca
Comuna Schineni este o comună din raionul Soroca, Republica Moldova. Este formată din satele Schineni (sat-reședință) și Schinenii Noi.

## Demografie
Conform datelor recensământului din 2014, comuna are o populație de 1.432 de locuitori. La recensământul din 2004 erau 1.550 de locuitori.

## Administrație și politică
Componența Consiliului local Schineni (9 consilieri), ales la 5 noiembrie 2023, este următoarea:
|  | Partid                                       | Consilieri | Componență | Componență | Componență | Componență | Componență | Componență | Componență |
|  | -------------------------------------------- | ---------- | ---------- | ---------- | ---------- | ---------- | ---------- | ---------- | ---------- |
|  | Partidul Acțiune și Solidaritate             | 7          |            |            |            |            |            |            |            |
|  | Partidul Socialiștilor din Republica Moldova | 2          |            |            |            |            |            |            |            |

## Personalități născute aici
- Ion Babici (n. 1973), politician.